# Zabłotów
Zabłotów (ukr. Заболотів) – osiedle typu miejskiego na Ukrainie, w obwodzie iwanofrankiwskim, w rejonie śniatyńskim, do 1945 miasto w Polsce, w województwie stanisławowskim, w powiecie śniatyńskim, siedziba gminy Zabłotów.
Częścią Zabłotowa jest dawniej samodzielna wieś i gmina Demycze.

## Herb Zabłotowa
Na tarczy kroju francuskiego w polu błękitnym złoty wspięty lew. U podstawy srebrny półtrzeciakrzyż. Lew symbolizuje położenie miasta w Rusi Czerwonej (dawne województwo ruskie). Półtrzeciakrzyż to godło z herbu Pilawa Potockich – w XVII w. właścicieli miasta.

## Historia
W 1605 r. Zabłotów stał się siedzibą parafii rzymskokatolickiej ufundowanej przez chorążego rawskiego Stanisława Wołuckiego z Boguszyc. Do 1772 r. Zabłotów położony był w województwie ruskim w Rzeczypospolitej.
W 1772 r., w wyniku I rozbioru Polski, dostał się pod panowanie austriackie i znalazł się w powiecie kołomyjskim cyrkułu halickiego. Od 1786 r. włączony do cyrkułu zaleszczyckiego. Po reformie administracyjnej z 1854 r. Zabłotów był początkowo miastem powiatowym w cyrkule kołomyjskim, a od 1867 r. znalazł się w powiecie śniatyńskim. 14 maja 1862 r. miasteczko zostało zniszczone w wyniku wielkiego pożaru, który pochłonął 84 domostwa, rozprzestrzeniając się dzięki silnemu wiatrowi. Straty zostały oszacowane na 100 000 złotych reńskich. 
W latach II Rzeczypospolitej Zabłotów był siedzibą gminy w powiecie śniatyńskim województwa stanisławowskiego i parafii w dekanacie kołomyjskim archidiecezji lwowskiej. 
Po 17 września 1939 r. okupowany przez wojska sowieckie i następnie włączony do ZSRR (Ukraińska SRR). W latach 1941–1944 pod okupacją niemiecką w dystrykcie Galicja Generalnego Gubernatorstwa. Ponownie okupowany przez wojska sowieckie w 1944 r. i włączony do ZSRR.
W latach 1942–1943  wszyscy Żydzi zostali wymordowani przez Niemców, wspieranych przez Ukraińską Policję Pomocniczą. W latach 1943–1944 z rąk nacjonalistów ukraińskich z OUN - UPA zginęło 23 Polaków, w tym inż. Adam Ziarnko i nauczyciel Henryk Jakubów, który jako ppor. rezerwy był komendantem placówki Armii Krajowej.
Z Zabłotowa pochodzi Otton Nikodym, polski matematyk uznany za wkład w rozwój teorii miary, analizy funkcjonalnej, równań różniczkowych i opisowej teorii mnogości, jeden z założycieli Polskiego Towarzystwa Matematycznego w 1919. W 1889 w Zabłotowie urodził się Ernest Giżejewski.

## Zabytki
- zamek (niezachowany)[12]
- kościół rzymskokatolicki pw. Trójcy Świętej - murowany, neogotycki, z wieżą, wzniesiony na miejscu dawnego, drewnianego w latach 1898 - 1902, konsekrowany w 1909 r. Parafia miała również murowaną kaplicę na cmentarzu w Zabłotowie oraz drewniane kaplice w wsiach Trójca i Rudniki. Po ekspatriacji Polaków kościół zamieniony na magazyn. Część wyposażenia wywieziono do parafii w Starym Kurowie i Starym Dzikowie, resztę spalili żołnierze radzieccy[13]. Po 1991 r. odzyskany przez katolików. Przy kościele działalność charytatywną prowadzą siostry felicjanki[14].